# Эндер, Корнелия
Корнелия Груммт-Эндер (нем. Kornelia Grummt-Ender; род. 25 октября 1958, Плауэн, Карл-Маркс-Штадт) — восточногерманская пловчиха, выступавшая в различных дисциплинах плавания, четырёхкратная олимпийская чемпионка и 8-кратная чемпионка мира, многократная рекордсменка мира и Олимпийских игр.
Выступала на 2 Олимпийских играх (1972 и 1976), причём во время Игр 1972 года ей не исполнилось и 14 лет. В 1972 году в Мюнхене в трёх дисциплинах выиграла 3 серебра, а в 1976 году в Монреале в 5 дисциплинах выиграла 4 золота и 1 серебро. Таким образом за карьеру на Олимпийских играх приняла участие в 8 дисциплинах и выиграла 4 золота и 4 серебра, причём все золотые медали были завоёваны с мировыми рекордами.
Была замужем за восточногерманским пловцом 4-кратным олимпийским чемпионом Роландом Маттесом. После развода с Маттесом вышла замуж за десятиборца и бобслеиста Штеффена Груммта.

## Интересные факты
31 октября 1976 года почта Монголии выпустила серию почтовых марок (№1018-1024 + почтовый блок №С1025). На марке №1020 номиналом 30 монге изображена Корнелия Эндер.